# Ley-Miro
Ley-Miro est une sous-préfecture de Guinée située dans la Préfecture de Pita, dans le massif du Foutah-Djallon. Elle est située à environ 50 kilomètres du chef-lieu de la préfecture de Pita. Elle comprend les districts de Ley-Diohé, Kouyé, Faro, fetowol, wareya et Djounkoun.
Ley-Miro est plus proche du chef-lieu de la Préfecture de Télimélé que son chef-lieu à Pita.

## Population
En 2016, la localité comptait 20 721 habitants.

## Infrastructures
Ley-Miro est dotée d'un hôpital fraîchement rénové par ses ressortissants de l'étranger, une école qui va jusqu'à la fin du collège, de jolis bureaux pour le sous-préfet, une très belle mosquée en centre-ville et un grand marché. Beaucoup de ressortissants de Ley-Miro vivent au Sénégal, en Europe et aux États-Unis.
En 2019, un pont est en passe d'être construit sur le fleuve Kakrima permettant de faciliter la liaison avec Koussy.